# Papieska Międzynarodowa Akademia Mariologiczna
Papieska Międzynarodowa Akademia Mariologiczna − jedna z siedmiu akademii papieskich podporządkowanych Papieskiej Radzie do Spraw Kultury, zajmująca się propagowaniem wiedzy o osobie i kulcie Najświętszej Maryi Panny.
Akademia odpowiada za katedrę studiów mariologicznych Błogosławionego Jana Dunsa Szkota na rzymskim Antonianum.

## Cele
Papieska Międzynarodowa Akademia Mariologiczna ma na celu:
- zrzeszanie i popieranie prac badawczych prowadzonych przez mariologów katolickich z całego świata
- pomoc w wymianie informacji i wyników studiów między mariologami różnych denominacji chrześcijańskich (katolickich, prawosławnych i protestanckich)
- organizację co cztery lata międzynarodowych kongresów maryjnych i mariologicznych
- jednoczenie działań narodowych stowarzyszeń mariologicznych
- propagowanie znajomości osoby i kultu Matki Bożej, używając wszystkich dostępnych środków (katecheza, dni studiów, spotkania, kongresy)
- ukierunkowywanie studiów nad kultem ludowym Matki Bożej zgodnie ze wskazaniami Kongregacji ds. Edukacji Katolickiej, by "uniknąć jednostronnej prezentacji postaci i misji Maryi, ze szkodą dla ogólnej wizji tajemnicy"[2]
- wyznaczanie standardów dla studiów mariologicznych[3]

## Historia

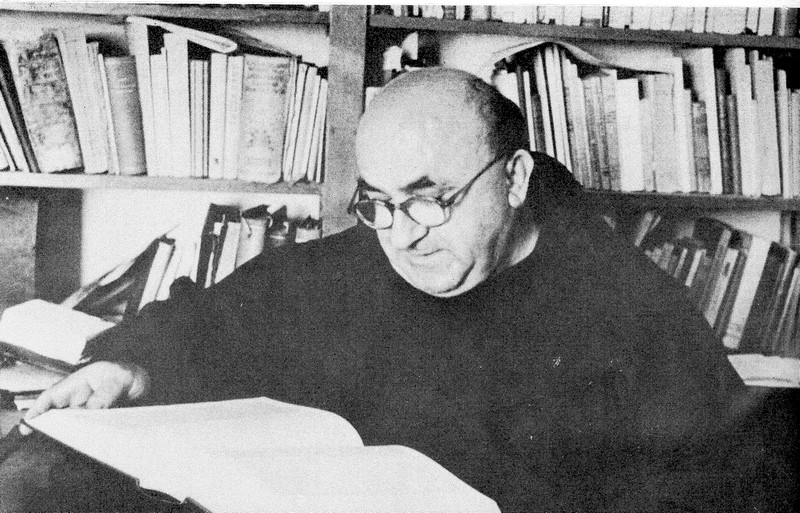
Carlo Balić

Zakon Braci Mniejszych powołał do istnienia 27 lipca 1946 Franciszkańską Komisję Mariologiczną (łac. Commissio Marialis Franciscana). Na jej siedzibę wybrano rzymską uczelnię franciszkanów Antonianum. Zadaniem komisji miało być koordynowanie wszystkich działań zakonu związanych z przygotowaniami do uroczystych obchodów setnej rocznicy ogłoszenia dogmatu o Niepokalanym Poczęciu Najświętszej Maryi Panny. Na przewodniczącego komisji z władze zakonne wybrały chorwackiego teologa o. Carlo Balicia OFM. Wolą wspólnoty zakonnej było utworzenie akademii mariologicznej, która byłaby w stanie organizować konferencje naukowe i publikować mariologiczną serię wydawniczą “Bibliotheca Mariana”.
Franciszkańska Akademia Maryjna została utworzona 29 kwietnia 1947 podczas Pierwszego Kongresu Mariologicznego Braci Mniejszych we Włoszech. Kongres poświęcony był dogmatowi o Wniebowzięciu Najświętszej Maryi Panny. Od tego momentu akademia rozpoczęła organizować kongresy asumpcjonistyczne: Lizbona w 1947, Madryt 1947, Montreal 1948, Buenos Aires 1948, Le Puy-en-Velay 1949.  W 1950 z okazji przygotowań do obchodów ogłoszenia dogmatu o Wniebowzięciu Najświętszej Maryi Panny Akademia Maryjna, nazywana już wówczas “Academia Mariana Internationalis”, zorganizowała VIII Międzynarodowy Kongres Mariologiczny. Kongres miał charakter ściśle naukowy. W 1954 Stolica Apostolska zleciła organizację kongresu mariologicznego akademii franciszkańskiej. Kongres zorganizowano w Rzymie, trwał od 24 października do 1 listopada 1954. Uznając kompetencję Akademii Maryjnej, papież Jan XXIII w motu proprio Maiora in dies z 8 grudnia 1959 nadał jej tytuł akademii papieskiej. Od tego momentu Papieska Międzynarodowa Akademia Mariologiczna jest ciałem koordynującym organizację kongresów maryjnych i mariologicznych, posiadającym stałą radę naukową.

## Organizacja i członkowie
Przewodniczącego i sekretarza Papieskiej Międzynarodowej Akademii Mariologicznej powołuje papież na okres pięciu lat. Radę wybierają członkowie zwyczajni na okres pięciu lat. Członkowie akademii mogą być: zwykli (mający znaczący wkład w rozwój mariologii), korespondencyjni (badacze, wykładowcy, członkowie towarzystw mariologicznych, propagatorzy kultu maryjnego) o honorowi (władze kościelne i cywilne, darczyńcy i inni popierający studia mariologiczne). W statutach akademii, zaaprobowanych przez Jana Pawła II w 1997 udzielono pozwolenia na zaliczenie w poczet członków także chrześcijan niekatolików, by uwypuklić wymiar ekumeniczny badań nad osobą Maryi.
Przewodniczący Papieskiej Międzynarodowej Akademii Mariologicznej:
- przewodniczący fundator Carlo Balić OFM (1959-1977)
- przewodniczący sekretarz Paolo Melada OFM (1977-1996)
- przewodniczący Gaspar Calvo Moralejo OFM (1996-2002)
- przewodniczący Vincenzo Battaglia OFM (od 2002-2017)
- przewodniczący Stefano M. Cecchin OFM (od 2017)[6]

Członkami akademii byli: św. Jan XXIII, św. Jan Paweł II (od 1973), bł. Paweł VI, Stefan Wyszyński, Alfredo Ottaviani, Domenico Tardini, Pietro Parente, Eugène Tisserant, Léon-Joseph Suenens, Leo Scheffczyk, Franz König, Lino Cignelli OFM, Franz Courth SAC, Ignace de La Potterie SJ.
Akademia zrzesza narodowe towarzystwa mariologiczne:
- Société française d’études mariales (SFEM − Francja)
- Sociedad Mariológica Española (SME − Hiszpania)
- Mariological Society of the United States (Stany Zjednoczone)
- Deutsche Arbeitsgemeinschaft für Mariologie (Niemcy)
- Sociedad Mariológica Colombiana (Kolumbia)
- Polskie Towarzystwo Mariologiczne (Polska)
- Hrvatski Mariološki Institut (Chorwacja)
- Associazione Mariologica Interdisciplinare Italiana (AMI − Włochy)
- Ecumenical Society of the Blessed Virgin Mary (ESBVM − Wielka Brytania-USA)
- Società mariologica mediorientale (Liban)
- Mariological Society of Philippines (Filipiny)

Z akademią współpracują następująca centra studiów mariologicznych:
- Pontificia facoltà teologica "Marianum" (Rzym)
- International Marian Research Institute (Dayton)
- Instytut Maryjno-Kolbiański "Kolbianum" (Niepokalanów)
- Centro mariano de los Siervos de Maria (Meksyk)
- Centrum Formacji Maryjnej “Salvatoris Mater” Księży Marianów (Licheń Stary)
- Academia Marial de Aparecida (Brazylia)
- Centro Mariano "Our Lady Ta’ Pinu Shrine" (Gozo)

## Kongresy mariologiczne
Od 1950 Papieska Międzynarodowa Akademia Mariologiczna zorganizowała kilkanaście międzynarodowych kongresów. Od 2000 nazywane są Międzynarodowymi Kongresami Maryjno-Mariologicznymi:
- 1950 Rzym − I Kongres Mariologiczny
- 1954 Rzym − II Kongres Mariologiczny
- 1958 Lourdes − III Kongres Mariologiczny
- 1965 Santo Domingo − IV Kongres Mariologiczny
- 1967 Lizbona-Fatima − V Kongres Mariologiczny
- 1971 Zabrzeg − VI Kongres Mariologiczny
- 1975 Rzym − VII Kongres Mariologiczny
- 1979 Saragossa − VIII Kongres Mariologiczny
- 1983 Malta − IX Kongres Mariologiczny
- 1987 Kevelaer − X Kongres Mariologiczny
- 1992 Huelva − XI Kongres Mariologiczny
- 1996 Częstochowa − XII Kongres Mariologiczny
- 2000 Rzym − XX Kongres Maryjno-Mariologiczny
- 2004 Rzym − XXI Kongres Maryjno-Mariologiczny
- 2008 Lourdes − XXII Kongres Maryjno-Mariologiczny
- 2012 Rzym − XXIII Kongres Maryjno-Mariologiczny
- 2016 Fatima - XXIV Kongres Maryjno-Mariologiczny